# スタタイト
スタタイト（英: statite）とは、光帆により恒星の輻射圧を利用してその軌道を継続的に修正することで、重力作用のみでは不可能な軌道を維持する人工衛星の方式である。安定した対地同期軌道が利用できない場所でも、光帆による継続した推力で、母天体を周回せずにその上空でいわば「浮遊」し続けるようなかたちの人工衛星を運用可能となる。「static」と「satellite」のかばん語であり、日本語の定訳はないが「静的衛星」や「停止衛星」ともいうべきものである。

## 概要
恒星の周囲にある物体には、恒星からの重力と輻射圧（光の圧力）が働く。惑星など通常の天体であれば重力に比べて輻射圧はほとんど無視できるが、断面積に対して質量が小さくなると輻射圧が支配的になり、例えば彗星ではこの作用によってダストテイル（塵の尾）が形成される。同様に、宇宙機などでも質量に比して断面積の大きい構造物であれば輻射圧が効いてくるため、これを利用して重力と輻射圧を相殺するようにしたものがスタタイトである。なお、輻射圧の方が強くなるようにしたものが光帆といえる。
太陽光の反射を利用して重力を相殺するスタタイトにより、地球の極地上空の固定位置に人工衛星を配置するという案がある。また、スタタイトを利用すれば、従来からある軌道の形状や速度を目的に応じて変更することもできる。
同様に、恒星からの重力と輻射圧が釣り合う距離に、静止したダイソン球を超軽量のシート(0.77g/㎡)で配置するアイディアもある。
スタタイトの概念は、ロバート・L・フォワードとコリン・マキネスが1989年にそれぞれ独立して提案した。ただし「statite」を造語したのはフォワードである。
提案以降、こうした衛星は実際には存在できないのではないかという反論があったが、2010年、赤道面を中心に南北10kmの筒状領域内であれば、軌道傾斜角がゼロとなる対地同期衛星が実現可能であるとの数学的な証明がなされた。
マキネスはスタタイトの軌道に「halo orbit（ハロー軌道）」という語を使用しているが、これはロバート・ファーカーによって提唱されたハロー軌道とは別物である。重力のみによるケプラー運動の軌道に対して、こういった推力を加味した軌道は現在一般的に「非ケプラー軌道（NKO; Non-Keplerian Orbit）」と呼ばれる。また、低推力による連続加速では、太陽-地球方向を固定した回転座標系において、従来のラグランジュ点を包含する人工的な平衡点（AEP; Artificial Equilibrium Point）が生じることが知られており、「人工ラグランジュ点（Artificial Lagrange Point）」や「人工ラグランジュ軌道（Artificial Lagrange Orbit）」といった用語も使われる。
現在ソーラーセイル技術は黎明期にあり、スタタイトはいまだ実現していない。磁気嵐の早期警戒を目指す「Geostorm」計画の実現可能性を検証するため、NASAのソーラーセイル実証機サンジャマーが地球-太陽L1点付近の人工ラグランジュ点に配置される予定だったが、計画は2014年に中止となった。
アーサー・C・クラークが静止通信衛星の特許を取らずに後悔していたのを知っていたフォワードは、スタタイトの特許を取得し、地理的制約から赤道上の静止軌道を利用できないソ連（当時）にこのアイデアを売ろうとしていたという。
なお、フォワードはこれ以前に自身のSF『ロシュワールド』The Flight of the Dragonfly（1984）にて、水星の重力を太陽からの輻射圧により相殺しながらその上空に浮かぶ、恒星間推進用の太陽光励起レーザー送信施設「サンフック」を登場させている。